# 国鉄ホキ4900形貨車
国鉄ホキ4900形貨車（こくてつホキ4900がたかしゃ）は、かつて日本国有鉄道（国鉄）に在籍したホッパ車である。

## 概要
本形式は、ソーダ灰輸送用30 t 積の私有貨車であり、日本でソーダ灰を専用種別とする唯一の貨車である。
1961年（昭和36年）から1962年（昭和37年）にかけて、東洋工機でホキ4300形15両（ホキ4300 - ホキ4314）が製作された。ホキ4300形は、1963年（昭和38年）7月26日の称号規程変更によりホキ4900形に改められた。形式名変更後も1968年（昭和43年）まで製造され合計31両（ホキ4900 - ホキ4930）が落成した。
所有者は東洋曹達工業、徳山曹達の2社であり、夫々の常備駅は山陽本線の周防富田駅（現在の新南陽駅）、大阪環状線貨物支線の大阪港駅であった。
外観は大きく2種類に大別できる。前期形（ホキ4900 - ホキ4905）は台形をしており、後期形（ホキ4906 - ホキ4930）は逆台形であった。荷役方式はホッパ上部積込口よりの上入れ、エアスライド式の下出しであった。
車体塗色は黒で、全長は10,900 mm、全幅は2,706 mm、全高は3,835 mm、台車中心間距離は6,800 mm、実容積は20.0 m3、自重は16.6 t - 17.4 tで、換算両数は積車4.5、空車1.6である。台車は、ベッテンドルフ式のTR41Cである。
1978年（昭和53年）7月11日に最後まで在籍した8両（ホキ4920 - ホキ4925、ホキ4929 - ホキ4930）が廃車になり形式消滅した。

## 年度別製造数
各年度による製造会社と両数、所有者は次のとおりである。（所有者は落成時の社名）
- 昭和36年度 - 6両
  - 東洋工機 6両 東洋曹達工業（ホキ4300 - ホキ4305→ホキ4900 - ホキ4905）
- 昭和37年度 - 9両
  - 東洋工機 5両 徳山曹達（ホキ4306 - ホキ4310→ホキ4906 - ホキ4910）
  - 東洋工機 4両 東洋曹達工業（ホキ4311 - ホキ4314→ホキ4911 - ホキ4914）
- 昭和38年度 - 5両
  - 東洋工機 3両 徳山曹達（ホキ4915 - ホキ4917）
  - 東洋工機 2両 東洋曹達工業（ホキ4918 - ホキ4919）
- 昭和39年度 - 2両
  - 東洋工機 2両 東洋曹達工業（ホキ4920 - ホキ4921）
- 昭和40年度 - 4両
  - 東洋工機 4両 東洋曹達工業（ホキ4922 - ホキ4925）
- 昭和41年度 - 2両
  - 東洋工機 2両 徳山曹達（ホキ4926 - ホキ4927）
- 昭和43年度 - 3両
  - 東洋工機 1両 徳山曹達（ホキ4928）
  - 東洋工機 2両 東洋曹達工業（ホキ4929 - ホキ4930）